# Parafia Trójcy Świętej w Gdyni
Parafia Trójcy Świętej w Gdyni – rzymskokatolicka parafia usytuowana w najmłodszej dzielnicy gdyńskiego miasta – Dąbrowa.
Wchodzi w skład dekanatu Gdynia Orłowo, który należy do archidiecezji gdańskiej.

## Historia
5 sierpnia 1987 bp Marian Przykucki – ordynariusz chełmiński, postanowił erygować parafię i tym samym oddzielając nowo powstałe osiedle Dąbrowa od parafii św. Wawrzyńca w Wielkim Kacku.
20 lipca 1988 została wykupiona ziemia pod budowę kaplicy, a pierwsza Msza w niej została odprawiona 11 września tegoż roku.
25 marca 1992 – papież Jan Paweł II wydał bullę „Totus Tuus Poloniae Populus” reorganizującą administrację kościelną w Polsce i zgodnie z tymi zmianami, parafia stała się częścią Archidiecezji Gdańskiej.
W 1996 roku rozpoczęła się budowa kościoła parafialnego (w lewej nawie bocznej zbudowano kaplicę Bożego Miłosierdzia).
4 maja 1997 w posadzkę budowanej świątyni arcybiskup Tadeusz Gocłowski – metropolita gdański, wmurował poświęcony przez niego kamień węgielny pochodzący z Lourdes. Pierwsza msza w kościele została odprawiona w roku 2000, w Wigilię Bożego Narodzenia, a 9 września 2001 abp Gocłowski dokonał konsekracji kościoła.

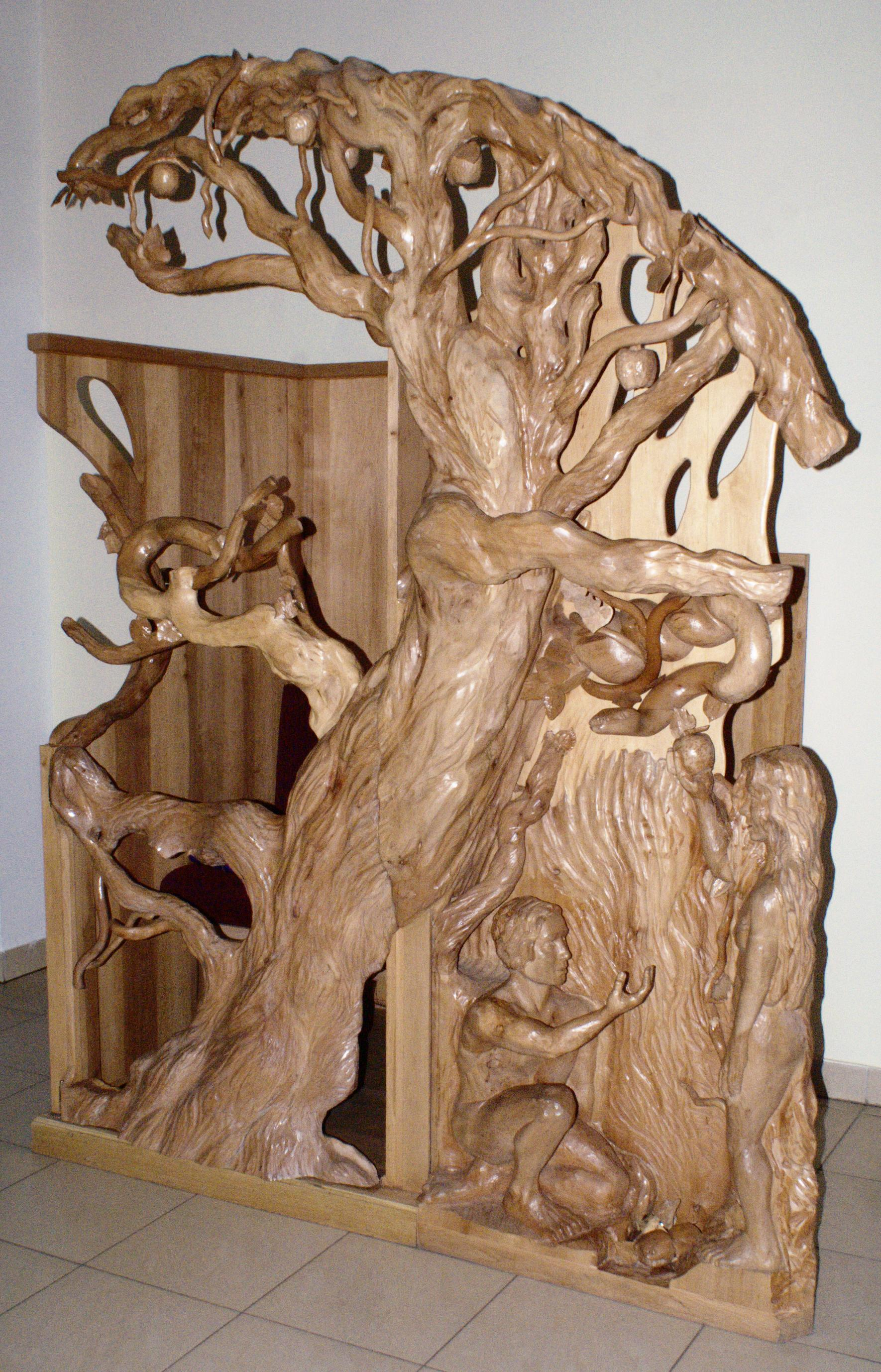
Konfesjonał wykonany przez jedną z parafianek (aut. do wiadomości proboszcza)

## Wspólnoty
Na terenie parafii istnieje kilkanaście wspólnot chrześcijańskich:
- Wspólnota Krwi Chrystusa
- Liturgiczna Służba Ołtarza
- Wspólnota Dzieci Maryi
- Wspólnota Żywego Różańca
- Oaza Młodzieżowa
- Wspólnota modlitewno-ewangelizacyjna Ikona Trójcy Świętej
- Wspólnota Kościoła Domowego
- Ruch Rodzin Nazaretańskich
- Wspólnota Bożego Miłosierdzia
- Zespół Charytatywny
- Zespół Muzyczny oraz Chór Parafialny
- Nadzwyczajni Szafarze Komunii Świętej

## Proboszczowie
- 1987–2022 : ks. kan. Marek Boniewicz[3]
  - ks. kan. mgr Sławomir Drzeżdżon[4][5] – administrator parafii (2020–2022)
- od 20 V 2022: ks. mgr Krzysztof Borowski-Krać[6][7]